# اتفاقية ناكورو
اتفاقية ناكورو، الموقعة في 21 يونيو 1975، في ناكورو، كينيا، كانت محاولة لإنقاذ اتفاقية ألفور، التي منحت أنغولا الاستقلال عن البرتغال وأسست حكومة انتقالية. في حين أن اتفاقية ناكورو أسفرت عن هدنة بين الحركات القومية الثلاث - الحركة الشعبية لتحرير أنغولا، وجبهة التحرير الوطني لأنغولا، والاتحاد الوطني من أجل الاستقلال التام لأنغولا - هدنة هشة تم حلها في 9 يوليو 1975.

## تفاوض
التقى القادة الانفصاليون الرئيسيون الثلاثة، أغوستينو نيتو من الحركة الشعبية لتحرير أنغولا، وجوناس سافيمبي من الاتحاد الوطني من أجل الاستقلال التام لأنغولا، وهولدن روبرتو من جبهة التحرير الوطني لأنغولا في ناكورو في الفترة من 15 إلى 21 يونيو. أدار الرئيس الكيني جومو كينياتا المفاوضات. القادة «استنكروا استخدام القوة كوسيلة لحل المشاكل» ووافقوا مرة أخرى على إلقاء سلاحهم ونزع سلاح المدنيين.

## روابط خارجية
- نص جميع اتفاقيات السلام لأنغولا